# Anthonisamy Neethinathan
Anthonisamy Neethinathan (* 3. Juli 1955 in Kakkanur, Tamil Nadu) ist ein indischer Geistlicher und römisch-katholischer Bischof von Chingleput.

## Leben
Anthonisamy Neethinathan empfing am 9. Mai 1987 das Sakrament der Priesterweihe.
Am 19. Juli 2002 ernannte ihn Papst Johannes Paul II. zum Bischof von Chingleput. Der Erzbischof von Madras-Mylapore, James Masilamony Arul Das, spendete ihm am 29. September desselben Jahres die Bischofsweihe; Mitkonsekratoren waren der Erzbischof von Pondicherry und Cuddalore, Michael Augustine, und der Bischof von Sivagangai, Edward Francis.